# La voz de las alas
La voz de las alas es una película dramática colombiana dirigida y escrita por Jorge Echeverri. Protagonizada por Rolf Abderhalden, Valentina Rendón y Carolina Lizarazo, fue estrenada a nivel nacional en 2007. La cinta fue exhibida en el Festival Encuentros de Cines de América Latina en Toulouse en marzo de 2009.

## Sinopsis
La película relata la historia de amor entre un hombre y su media hermana durante cuarenta años, aunque realmente durante ese largo tiempo se han visto muy pocas veces. Él proviene de una cuna de oro, mientras que ella siempre ha vivido en la pobreza, al punto que por el desespero termina uniéndose a la guerrilla. Estos inconvenientes llevan a la pareja a tomar la decisión más importante de sus vidas.

## Reparto
- Rolf Abderhalden
- Valentina Rendón
- Carolina Lizarazo
- César Badillo
- Diego Trujillo
- José Julián Gaviria